# Szürke zsezse
A szürke zsezse (Acanthis hornemanni) a madarak osztályának verébalakúak (Passeriformes) rendjébe és a pintyfélék (Fringillidae) családjába tartozó faj.

## Előfordulása
Skandinávia, Grönland, Ázsia és Észak-Amerika északi részén,  tundrákon él. Rövidtávú vonuló.

## Alfajai
- Acanthis hornemanni hornemanni
- Acanthis hornemanni exilipes

## Megjelenése
Testhossza 13–15 centiméter, szárnyfesztávolsága 21–28 centiméter, testtömege 10–16 gramm. Homlokán vörös folt van, feje világosbarna, háta sötét, hasa világosszürke.

## Életmódja
Magvakat fogyaszt, költési időben rovarokkal egészíti ki étrendjét.

## Szaporodása

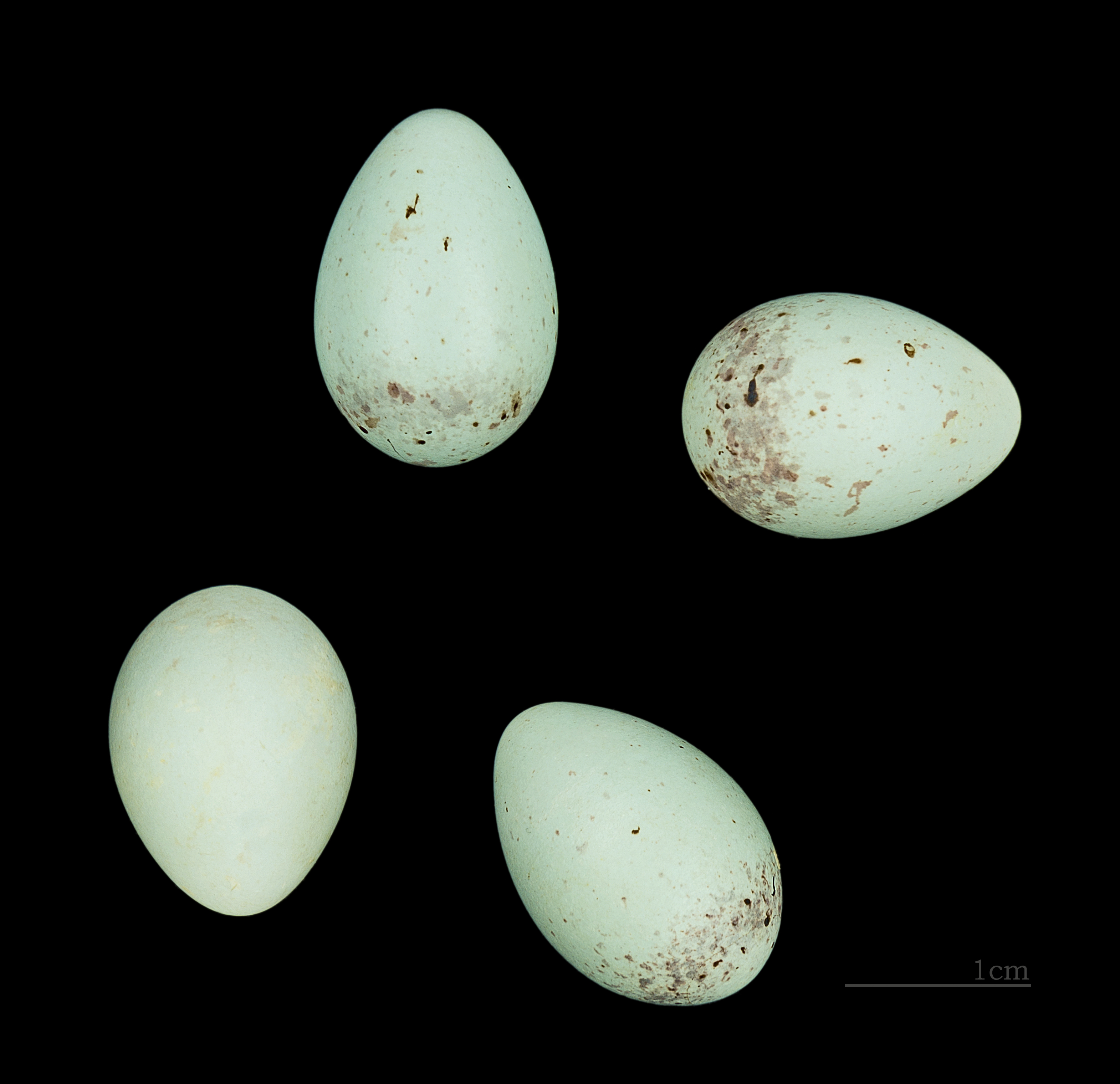
Carduelis hornemanni exilipes

Fészke csésze alakú, melyet június folyamán a tojó készít el, bokrokra építve. Fészekalja 4-5 tojásból áll, melyen 11-12 napig kotlik.

## Kárpát-medencei előfordulása
Rendkívül ritka kóborló, telelő.

## Védettsége
Magyarországon védettséget élvez, természetvédelmi értéke 25 000 forint.